# Anteros maculosus
Anteros maculosus är en fjärilsart som beskrevs av Hans Ferdinand Emil Julius Stichel 1909. Anteros maculosus ingår i släktet Anteros och familjen Riodinidae. Inga underarter finns listade i Catalogue of Life.